# Філострат Старший
Філострат Старший (190—230) — давньогрецький письменник часів правління останніх римських імператорів з династії Северів та солдатських імператорів.

## Життєпис
Народився на о.Лемнос. Був родичем Філострата Афінського — чоловіком його доньки. Завдяки йому отримав освіту й потрапив до Риму. Ймовірно саме родинні зв'язки допомогли Філострату Старшому влаштуватися у столиці імперії. Втім дуже замало відомостей про його життя.
З праць Філострата Старшого відомі лише дві — «Герої» (або «Розмови про героїв») та «Картини» («Зображення»).
В перше йдеться про міфи, що стосуються давньогрецьких героїв — учасників Троянської війни. Тут подається їх своєрідна біографія.
В праці «Картини» подається опис 64 картин різних малярів, які були представлені у невідомій галереї у м. Неаполь. Філострат дає не лише опис картин, а й їх історію з міфологічними поясненнями, критичні зауваження й аналіз. Разом з тим не вказується імена малярів. Ця праця дуже цінне джерело для знайомство з античним живописом. особливо щодо втрачених картин античних митців.